# Майкон Калижури
Майкон Рожерио Силва Калижури (порт.-браз. Maycon Rogério Silva Calijuri; 6 июня 1986) — бразильский футболист, нападающий.

## Карьера
Футбольную карьеру начал в футбольном клубе «УРТ». Играл также в бразильской «Эстреме». Являлся игроком клуба «Гомель». В сезоне 2009 забил за «Гомель» 15 мячей, став лучшим бомбардиром турнира, но тем не менее не сумел спасти команду от вылета. После сезона 2009 перешёл в польскую «Ягеллонию». Закрепиться в её составе не сумел и был отдан в аренду в клуб второго польского дивизиона «Пяст». В декабре 2011 взят в аренду БАТЭ. Игрок провёл один матч за команду в начале сезона 2012 против «Гомеля» в финале Суперкубка, после чего, перестал проходить в основной состав. В конце июня Майкон получил травму в матче дублей БАТЭ и минского «Динамо». Восстановление потребовало несколько месяцев. В декабре бразилец покинул команду.
2013 год Майкон провёл в скромном клубе второго дивизиона ОАЭ «Масафи», затем играл за «Интернасьонал Лимейра», ездил в Таиланд и Индонезию. В 2017 году помог клубу «Бэнг Кет» выиграть чемпионат Камбоджи, забил 25 мячей, 2 пенальти в финальной игре.

## Достижения
- Лучший бомбардир чемпионата Белоруссии: 2009
- Входил в символическую сборную чемпионата Белоруссии: 2009
- Обладатель Кубка Польши: 2010
- Чемпион Белоруссии (1): 2012
- Чемпион Камбоджи (1): 2017